# Ave Caesar, morituri te salutant
Ave Caesar, morituri te salutant (lit. 'Ave Cesar, els qui moriran et saluden') és la frase en llengua llatina que els gladiadors dirigien a l'emperador romà just abans del començament dels jocs de gladiadors. Al llibre De Vita Caesarum de Suetoni, hi apareix la primera referència literària a la frase, malgrat que és escrita d'una manera no exactament igual que la que coneixem: Have imperator, morituri te salutant!.